# Nanofotónica
La Nanofotónica es la ciencia que se ocupa del estudio de las interacciones entre la materia y la luz en la escala nanométrica, así como de la fabricación de material nanoestructurado, modificado de forma natural o artificial, en sus propiedades físicas, químicas o de estructura para explorar y aumentar las reacciones a esta escala cuando interactúa con la luz láser.
Las propiedades de algunos materiales ópticos nuevos en contacto con la luz son sorprendentes, algunos de ellos como la posibilidad de volver invisible un objeto. Los físicos Sajeev John de la Universidad de Toronto en (Canadá) y Eli Yablonovitchson son considerado dos de los padres de la nanofotónica y del estudio de los cristales fotónicos.
- Datos: Q4312884